# Overkapel

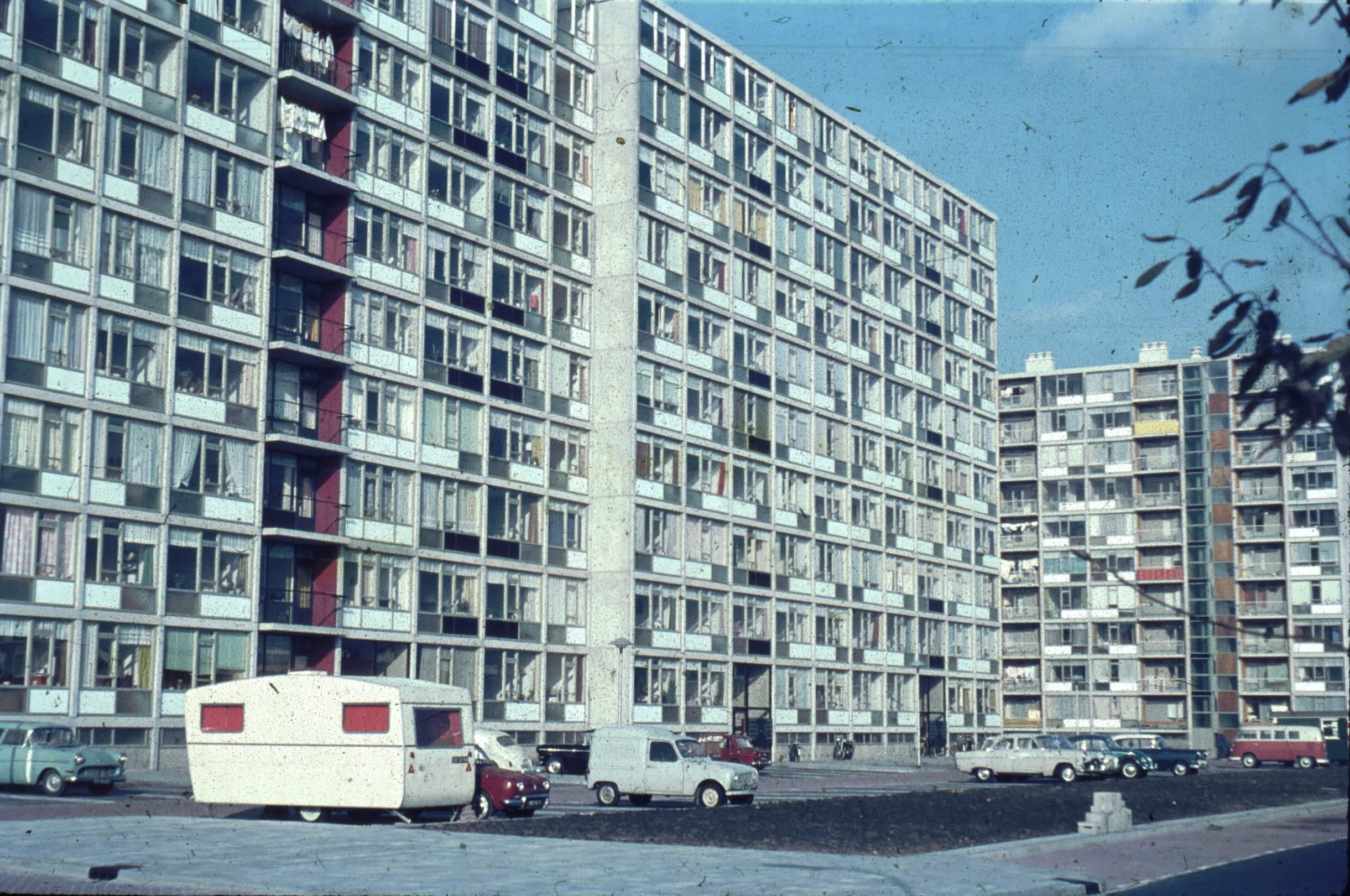
Flat aan de Apollodreef (1968)

Overkapel is een buurt in de Utrechtse wijk Overvecht. Het is het oostelijke kwart van Overvecht-Zuid, gelegen tussen Fort Blauwkapel en de omgeving van treinstation Overvecht. Grenzen zijn de spoorlijn – Darwindreef – Albert Schweitzerdreef – water langs de Moldaudreef – Moezeldreef.

## Stratenpatroon
Overkapel kent drie 'rivierdreven' (wijkontsluitingswegen): de Wolgadreef vanaf het oosten (dat wil zeggen vanaf Blauwkapel en de Darwindreef, deel van de stadsring) en de Donaudreef vanaf het stationsgebied, met als zijweg de Berezinadreef.
De buurt bevat twee woongebieden, gescheiden door een plantsoenenstrook. In het westelijke deel zijn alle straten vernoemd naar beroemde historische vrouwen: enkele heldinnen, zoals Jeanne d'Arc en Katrijn van Leemput, maar vooral vorstinnen, van Cleopatra tot Maria Theresia.
In het oostelijke deel zijn de straten vernoemd naar Griekse mythologische figuren. Een bijzonderheid van dit gebied is dat de straatnamen op alfabetische volgorde zijn toegekend: een groot aantal straatnamen met een A benoorden de Wolgadreef en verder van de Centaurusdreef en Dianadreef in het noorden tot de Vestadreef en Vulcanusdreef in het zuiden.

## Bouwstijlen en voorzieningen
Overkapel telt twee van de voor Overvecht typerende tienhoogportiekflatcomplexen: een aan de Atlasdreef/Centaurusdreef/Apollodreef (ook bekend als het ACA-complex) en een aan de Cleopatradreef/Jeanne d'Arcdreef. Verder heeft Overkapel aan hoogbouw een torenflat (twaalf hoog) aan de Euterpedreef, een seniorencomplex (zes verdiepingen) aan de Vulcanusdreef/Wolgadreef, zes langgerekte vierhoogflats aan de Maria van Hongarijedreef en omgeving en enkele kleinere appartementencomplexen. Het grootste deel van de oppervlakte van Overkapel wordt echter ingenomen door laagbouw; op een paar experimentele 'vier-onder-een-kapwoningen' na vooral rijtjeshuizen, merendeels met één verdieping en een plat dak.
De meeste voorzieningen in de buurt zijn gelegen aan of nabij de Wolgadreef, met als belangrijkste het winkelcentrum Overkapel aan de Euterpedreef.

## Ontwikkelingen
Evenals sommige andere delen van Overvecht heeft Overkapel te kampen gehad met overlast, criminaliteit en verslechterende huisvesting. De gemeente heeft de buurt aangewezen voor een 'gebiedsaanpak' voor verbetering van de leefbaarheid. Woningcorporatie Mitros maakte plannen voor sloop van enkele delen; voor het seniorencomplex Vulcanusdreef is onder druk van de bewonerscommissie gekozen voor renovatie (afgerond begin 2006). De binnenterreinen van de twee tienhoogcomplexen zijn in 2006 en 2007 door Milieupunt Overvecht samen met de bewoners vernieuwd.
Terwijl er al plannen lagen voor sloop en nieuwbouw van winkelcentrum Overkapel, omdat de oude opbouw in vier kwadranten, gescheiden door vier smalle toegangen tot een middenpleintje, als sociaal onveilig werd beschouwd, verwoestte een heftige gasontploffing op 10 januari 2006 een van de vier kwadranten. Er vielen drie gewonden; een meisje lag een poos in coma. In de maanden hierna nam de overlast sterk toe; verschillende winkels sloten voortijdig nadat ruiten waren ingegooid. In 2007 ging de sloop en nieuwbouw van start. Boven op het nieuwe winkelcentrum kwam een appartementencomplex.
Sinds 2007 is Overkapel, in het kader van de Vogelaaraanpak, onderdeel van het vernieuwingsplan 'Overvecht Spoorzone'. 